# All for You
Az All for You című album Janet Jackson amerikai énekesnő hetedik stúdióalbuma. Előző albumához, a The Velvet Rope-hoz képest, mely olyan komoly témákat feszegetett, mint a homofóbia és a házastársi erőszak, az All for You könnyedebb, vidámabb hangvételű.

## Fogadtatása
Bár az album vegyes kritikákat kapott, és sokan úgy érezték, a The Velvet Rope után kiábrándító, az All for You a Billboard 200 első helyén nyitott, és csak az USA-ban 3.2 millió példány kelt el belőle. Az első héten 605 128 példányt adtak el, ezzel Jackson albumaiból ebből kelt el a legtöbb az első héten. Az album a címadó dalnak a Billboard Hot 100 lista első helyén töltött 4. hetén is listavezető volt.
A címadó dal, az All for You Janet egyik legnagyobb slágere lett, hét hétig vezette a Billboard Hot 100 slágerlistát. A második kislemez, a Someone to Call My Lover a 3. helyig jutott a listán. A harmadik, a Son of a Gun (I Betcha Think This Song Is About You) nem aratott akkora sikert, mint az első két kislemez, de a lista 28. helyéig eljutott. Az albumra felkerült a Doesn't Really Matter című dal egy remixe is; a dal a Bölcsek kövére II című film zenéje volt, és 2000-ben listavezető lett.
Az All for You volt az első alkalom a Control megjelenése óta, hogy Janet másik producerrel is dolgozott a Jimmy Jam és Terry Lewis duón kívül; Rockwilder volt a társproducere a kislemezen csak Japánban megjelent Come On Get Upnak és a You Ain’t Right, Would You Mind, Trust a Try és Feels So Right című daloknak.
Az album először „szülői felügyelettel hallgatható” címke nélkül jelent meg, a későbbi kiadásokon jelölték, melyik a szókimondó és melyik a „tiszta” változat; bónuszdalként mindkettőre felkerült a Son of a Gun P. Diddy remixe, a tiszta változatról pedig lehagyták a Would You Mindot. 2001 novemberében az album újra megjelent, számlistája megegyezik a tiszta változatéval, de felkerült rá a Son of a Gun még egy remixe, egy DVD-mellékleten pedig a janet. és a The Velvet Rope album videóklipjei szerepeltek, valamint az All for You és a Someone to Call My Lover klipje.
Az All for You album az USA-ban kétszeres platinalemez.

## Díjak
American Music Awards
- Legjobb női pop/rock előadó
- Award of Merit

Grammy Awards
- Legjobb dance felvétel: All for You
- NARAS Governor's Award

Billboard Music Award
- Artistic Achievement Award

Essence Awards
- Az év előadója

BMI Pop Awards
- Legtöbbet játszott filmzene: Doesn’t Really Matter
- Legtöbbet játszott dal: Doesn’t Really Matter
- Legtöbbet játszott dal: All for You
- Legtöbbet játszott dal: Someone to Call My Lover

BMI Urban Awards
- Az év dala: All for You

Nickelodeon’s Kid’s Choice Awards
- Wanna Be Award a pozitív példaképeknek

International Dance Music Awards
- Legjobb dance videóklip: All for You

Japan Gold Disc Awards
- Legjobb énekesnő
- Az év legtöbb példányszámban elkelt külföldi kislemeze: Doesn’t Really Matter
- Az év legtöbb példányszámban elkelt külföldi kislemeze: All for You
- Az év popalbuma: All for You
- Az év legnagyobb példányszámban elkelt albuma: All for You

## Számlista
| #              | Cím                                                                                                  | Szerzők                                                              | Hossz |
| -------------- | --- | -------------------------------------------------------------------- | ----- |
| 1.             | Intro                                                                                                |                                                                      | 1:00  |
| 2.             | You Ain’t Right                                                                                      | Janet Jackson, James Harris III, Terry Lewis, Dana Stinson           | 4:32  |
| 3.             | All for You                                                                                          | Jackson, Harris, Lewis, Wayne Garfield, David Romani, Mauro Malavasi | 5:30  |
| 4.             | 2wayforyou (Interlude)                                                                               |                                                                      | 0:09  |
| 5.             | Come On Get Up                                                                                       | Jackson, Harris, Lewis, Stinson                                      | 4:47  |
| 6.             | When We Oooo                                                                                         | Jackson, Harris, Lewis                                               | 4:34  |
| 7.             | China Love                                                                                           | Jackson, Harris, Lewis                                               | 4:36  |
| 8.             | Love Scene (Ooh Baby)                                                                                | Jackson, Harris, Lewis                                               | 4:16  |
| 9.             | Would You Mind                                                                                       | Jackson, Harris, Lewis, Stinson                                      | 5:31  |
| 10.            | Lame (Interlude)                                                                                     |                                                                      | 0:11  |
| 11.            | Trust a Try                                                                                          | Jackson, Harris, Lewis, Stinson                                      | 5:16  |
| 12.            | Clouds (Interlude)                                                                                   |                                                                      | 0:19  |
| 13.            | Son of a Gun (I Betcha Think This Song Is About You)                                                 | Jackson, Harris, Lewis, Carly Simon                                  | 5:56  |
| 14.            | Truth                                                                                                | Jackson, Harris, Lewis, James „Big Jim” Wright, Stan Vincent         | 6:45  |
| 15.            | Theory (Interlude)                                                                                   |                                                                      | 0:26  |
| 16.            | Someone to Call My Lover                                                                             | Jackson, Harris, Lewis, Dewey Bunnell                                | 4:32  |
| 17.            | Feels So Right                                                                                       | Jackson, Harris, Lewis, Stinson                                      | 4:42  |
| 18.            | Doesn’t Really Matter                                                                                | Jackson, Harris, Lewis                                               | 4:25  |
| 19.            | Better Days                                                                                          | Jackson, Harris, Lewis                                               | 5:05  |
| 20.            | Outro                                                                                                |                                                                      | 0:09  |
| Új kiadás      | |                                                                      |       |
| 21.            | Son of a Gun (I Betcha Think This Song Is About You) (P. Diddy Remix feat. Missy Elliott & P. Diddy) |                                                                      | 4:26  |
| Japán változat | |                                                                      |       |
| 21.            | Who                                                                                                  | Jackson, Harris, Lewis, Stinson                                      | 3:45  |

A szókimondó szövegek nélküli, ún. „tiszta” változaton nem szerepel a Would You Mind című dal, viszont rákerült utolsó számként a Son of a Gun P. Diddy remixe.
A korlátozott példányszámú kiadáson, melyhez DVD is járt, szintén nem szerepel a Would You Mind, de rákerült (utolsó két számként) a Son of a Gun Flyte Tyme-remixe és a P. Diddy által készített remix. A DVD-n a következő videóklipek és más felvételek találhatóak:
1. That’s the Way Love Goes
2. If
3. Again
4. Because of Love
5. Any Time, Any Place
6. You Want This
7. Janet. – A színfalak mögött
8. Got ‘Til It’s Gone
9. Together Again
10. Together Again (Deeper Remix)
11. I Get Lonely
12. Go Deep
13. You
14. Every Time
15. The Velvet Rope – A színfalak mögött
16. All for You
17. Someone to Call My Lover
18. All for You – A színfalak mögött
19. MTV Icon fellépés – All for You

## Kislemezek
- Doesn’t Really Matter (2000)
- All for You (2001)
- Someone to Call My Lover (2001)
- Son of a Gun (I Betcha Think This Song Is About You) (2001)
- Come On Get Up (2002)

## Helyezések
Az album az USA-ban nagy sikert aratott: az első héten 605 000 példány kelt el belőle, ezzel a Billboard 200 első helyén nyitott. A slágerlistán eltöltött huszadik hetére már kétmillió példány kelt el belőle az USA-ban; összesen hárommilliónál is több. Világszerte kb. 6,5 millió példány kelt el belőle. Kilenc országban vezette a slágerlistát; az Egyesült Királyságban a slágerlista 2. helyéig jutott.
| Slágerlista                          | Legfelső helyezés | Minősítés       |
| ------------------------------------ | ----------------- | --------------- |
| USA Billboard 200                    | 1                 | 3× platinalemez |
| USA Billboard Top R&B/Hip-Hop Albums | 1                 |                 |
| Európai Top 100 Album                | 1                 |                 |
| Argentína                            | 9                 |                 |
| Ausztrália                           | 3                 | Aranylemez      |
| Dánia                                | 21                |                 |
| Dél-Afrika                           | 1                 | 4× platinalemez |
| Dél-Korea                            | 1                 |                 |
| Egyesült Királyság                   | 2                 | Aranylemez      |
| Észtország                           | 2                 |                 |
| Finnország                           | 14                |                 |
| Franciaország                        | 2                 | Aranylemez      |
| Görögország                          | 3                 |                 |
| Hollandia                            | 4                 |                 |

| Slágerlista              | Legfelső helyezés | Minősítés       |
| ------------------------ | ----------------- | --------------- |
| Hongkong                 | 1                 |                 |
| Írország                 | 16                |                 |
| Japán                    | 4                 |                 |
| Japán (külföldi albumok) | 1                 |                 |
| Jugoszlávia              | 17                |                 |
| Kanada                   | 1                 | 3× platinalemez |
| Németország              | 3                 | Aranylemez      |
| Norvégia                 | 7                 |                 |
| Olaszország              | 2                 | Aranylemez      |
| Portugália               | 5                 |                 |
| Spanyolország            | 13                |                 |
| Svédország               | 4                 |                 |
| Svájc                    | 2                 | Gold            |
| Tajvan                   | 1                 |                 |
| Törökország              | 1                 |                 |
| Új-Zéland                | 6                 | Aranylemez      |